# Nebrioporus canariensis
Nebrioporus canariensis är en skalbaggsart som först beskrevs av Ernest Marie Louis Bedel 1881.  Nebrioporus canariensis ingår i släktet Nebrioporus och familjen dykare. Inga underarter finns listade i Catalogue of Life.